# Macària
|  | Per a altres significats, vegeu «Macària (filla d'Hèracles)». |

Macària (en llatí Macaria, en grec antic Μακαρία) que vol dir 'illa benaurada', és el nom poètic clàssic d'algunes illes com Xipre, Lesbos i Rodes, i també el nom propi d'una illa al sud del golf Pèrsic i al nord del golf d'Adule. A Xipre una ciutat de la costa nord, a l'est de Ceryneia, es deia Macària (Macaria).